# روبنس د فالکو
روبنس د فالکو (انگلیسی: Rubens de Falco؛ ۱۹ اکتبر ۱۹۳۱ – ۲۲ فوریهٔ ۲۰۰۸) یک هنرپیشه اهل برزیل بود. وی بین سال‌های ۱۹۵۵ تا ۲۰۰۸ میلادی فعالیت می‌کرد. وی در فیلم ها و نمایش های گوناگونی ایفای نقش کرد و در سال ۲۰۰۸ میلادی به دنبال عوارض ناشی از نارسایی قلبی درگذشت.